# The Bush Baby
«Буш-бэйби — маленький ангел Больших Равнин» (яп. 大草原の小さな天使 ブッシュベイビー дайсо:гэн но тиисана тэнси буссюбэйби:, The Bush Baby) — аниме, снятое по мотивам романа канадского писателя Уильяма Стивенсона «Буш-бэйби» (англ. The Bushbabies, 1965). Является частью серии «Театр мировых шедевров» студии Nippon Animation. Аниме транслировалось на телеканале Fuji TV в 1992 году.

## Сюжет
Действие происходит в 1960-х годах. Двенадцатилетняя девочка по имени Жаклин Роуз (сокращённо «Джеки»), живущая в Кении, путешествует по саванне в районе горы Килиманджаро, где её отец работает сотрудником общества защиты диких животных. Когда на машину её отца нападает носорог, то он сбивает дерево и это дерево падает на самку галаго, с детёнышем. Мать детёныша погибает, и Джеки выхаживает его и называет Мёрфи. Когда отец теряет работу, семья готовится вернуться на родину, в Англию. В Момбасе, перед самым отъездом, Джеки понимает, что потеряла документы на своего Мёрфи. Джеки покидает судно, отправляющееся в Англию.